# 스투펜데미스

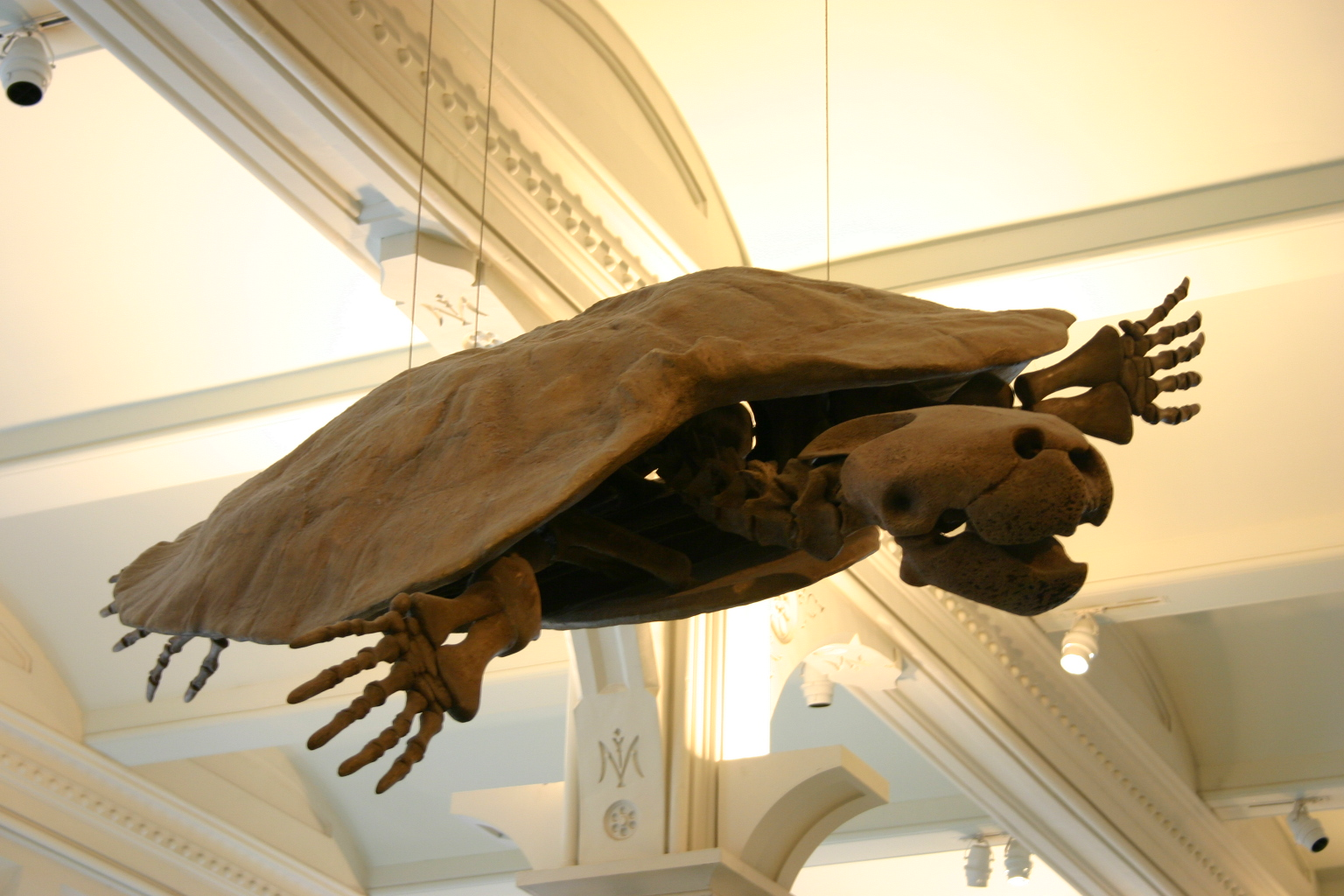

스투펜데미스(학명:Stupendemys geographica)는 곡경아목 큰가로목거북과에 속하는 거북이다. 지금은 멸종된 거북으로 몸길이가 최대 2.86m에 몸무게가 1.15톤인 거대한 거북이다.

## 특징
스투펜데미스는 다 자리면 거의 승용차와 맞먹는 크기를 가진 거북으로 다른 고대의 거북인 아켈론과 함께 역대 최고의 크기를 가진 거북 중에 하나이다. 오늘날 가장 큰 민물 거북 중에 하나인 아라우 거북과도 밀접한 관련이 있는 거북이며 아라우 거북이 스투펜데미스에 비해서는 더 작은 크기인 75cm를 가진다. 또한 알에서 깨어나서 다 자라는 데까지는 현생의 거북들과 유사한 성장 속도를 가졌을 것으로 추측된다. 목 개구부에 주변 갑피 양쪽에는 뿔 한 켤레가 존재하며 이 뿔은 깊이가 그루브되어 있고 각질의 칼집으로 덮여 있다. 이것은 천척으로부터 자신을 방어하는 용도로 사용했을 것으로 추정이 된다. 무게가 무겁고 몸이 커서 오랜 시간을 물속으로 잠수하는 것이 불가능하고 다른 한편으로는 스투펜데미스가 매우 약한 수영 능력과 신속한 전류를 통해 대량의 이동은 불가능했을 것으로 유추가 된다. 먹이로는 당대에 서식했던 식물, 어류 등을 주로 먹었을 잡식성 거북으로 추정이 된다.

## 생존시기와 서식지와 화석의 발견
스투펜데미스가 생존했던 시기는 신생대의 마이오세와 플리오세로 지금으로부터 1300만년전~500만년전에 서식했던 거북이다. 생존시기에는 남아메리카의 강에서 주로 서식했을 것으로 추정한다. 화석의 발견은 1976년에 브라질에서 고생물학자들에 의하여 처음으로 발견이 되었으며 이후에는 콜롬비아와 베네수엘라에서도 화석이 발견되었다.

## 같이 보기
- 거북
- 파충류
- 화석